# Петровка (Генический район)
Петровка (укр. Петрівка, до 1921 года — Мостополь, Мустопой) — село в Генической городской общине Генического района Херсонской области Украины. Расположена в 50 км к северо-западу от районного центра и в 19 км от железнодорожной станции Партизаны. Население по переписи 2001 года составляло 2030 человек. Почтовый индекс — 75511. Телефонный код — 5534. Код КОАТУУ — 6522183501.

## История
Первое упоминание о ногайском поселении Мустопой встречается в документах, относящихся к 1816 г. Само село Петровка и было образовано на месте ногайского поселения Мустопой. После выселения ногайцев с этой территории Мустопой заселили русскими крестьянами из Курской и Орловской губерний. Сами поселенцы называли село Петровкой. Выходцы из тех или иных уездов селились поближе к своим землякам, так возникли улицы — Рыльская, Фатеж, Короча, Тимская, названные по названиям тех уездов, из которых приезжали первые поселенцы.
В 3 км от Петровки расположено украинское село Павловка. По рассказам старожилов, Петровка заселялась одновременно с Павловкой, первоначально это было одно поселение, называемое Петропавловкой, с церковью, расположенной в Петровке. Позднее была построена церковь в Павловке и село получило самоуправление.
В конце 19 — начале 20 века в село приехали семьи из украинских губерний — Харьковской, Черниговской, Полтавской. К 1915 году в селе уже было 530 дворов, 3478 жителей. Переселения в Петровку продолжались и после установления советской власти. В послевоенные годы в Петровку были переселены украинские семьи из Волынской и Ровенской областей.
Согласно сб. «Українська РСР.Административно-теріторіальний поділ на 01 вересня 1946 року» территория современного Петровского сельского совета входила в состав Сивашского района Херсонской области и включала следующие населенные пункты — с. Петровка, с. Велетневка, пос.совхоза «Артаташ», пос. первого отдела совхоза «Артаташ», пос. второго отдела совхоза «Артаташ», пос. третьего отдела совхоза «Артаташ», пос. первого отдела совхоза «Сиваш», пос. второго отдела совхоза «Сиваш», пос. третьего отдела совхоза «Сиваш».
Согласно сб. «Українська РСР.Административно-теріторіальний поділ на 01 січня 1972 року» в состав Петровского сельского совета входили следующие населенные пункты — с. Петровка, с. Велетневка, пос. Жовтневое, пос. Привольное, пос. Радянское, пос. Степное, пос. Хлебное.

## Население и этнический состав
По данным переписи населения Украины 2001 года распределение населения по родному языку было следующим (в % от общей численности населения):
По Петровскому сельскому совету: русский — 68,87 %; украинский — 29,06 %; молдавский — 0,79 %; белорусский — 0,64 %; армянский — 0,49 %; румынский — 0,05 %.
Национальный состав села Петровка на основании данных похозяйственных книг за 1967—1968 гг. был следующим:
все население — 2043 чел., из них 79,64 % — русских, 18,50 % — украинцев, прочих — 1,86 %.

## Местный совет
75511, Херсонская обл., Генический р-н, с. Петровка, ул. Советская, 1